# Ghiacciaio Albone
Il ghiacciaio Albone (in inglese Albone Glacier) (64°13′S 59°42′W), è uno stretto ghiacciaio situato nella costa di Nordenskjöld, all'interno della Terra di Graham, in Antartide. Il ghiacciaio, il cui punto più alto si trova 813 m s.l.m., si trova a est dello sperone Wolseley e fluisce in direzione sud dall'altopiano Detroit alla suddetta costa di Nordenskjöld, nella penisola Antartica.

## Storia
Il ghiacciaio Albone è stato mappato dal British Antarctic Survey, che all'epoca ancora si chiamava Falkland Islands Dependencies Survey, grazie a ricognizioni effettuate nel 1960-1961 ed è stato così battezzato dal Comitato britannico per i toponimi antartici in onore di Dan Albone (1860–1906), il progettista ed inventore inglese che realizzò il trattore Ivel, il primo trattore con motore a combustione interna perfettamente funzionante.